# USS Nimitz (CVN-68)
Pour les articles homonymes, voir Nimitz.
L’USS Nimitz (CVN-68) est un porte-avions polyvalent américain à propulsion nucléaire. Il fait partie des 11 porte-avions géants de l'US Navy et est actuellement l'un des plus puissants navires de guerre au monde.
Le navire a été baptisé Nimitz, en hommage à l'amiral Chester Nimitz, qui commanda la flotte du Pacifique lors de la Seconde Guerre mondiale. La devise du navire est « Teamwork, a Tradition » (soit en français : « Le travail d'équipe, une tradition »). En 2025, c’est le plus vieux des porte-avions américains actuellement en service.

## Construction
C’est le navire de tête de la classe des porte-avions géants Nimitz. Il est également le navire de tête de la sous-classe Nimitz.
La commande est passée par le congrès le 31 mars 1967, pour un budget de 635 millions de dollars (en dollars de 1967). Il est mis en chantier sous la désignation CVAN-68, mais renommé CVN-68 le 30 juin 1975.
La quille est mise en chantier le 22 juin 1968 au chantier naval Newport News Shipbuilding, à Newport News, dans l'État de Virginie. Le navire est lancé le 13 mai 1972 et inauguré le 3 mai 1975 par le président Gerald Ford.

## Histoire
Le Nimitz est déployé pour la première fois le 7 juillet 1976 en mer Méditerranée, escorté des croiseurs à propulsion nucléaire South Carolina et California de la classe California. C'est la première fois depuis dix ans que les États-Unis envoient un navire à propulsion nucléaire en Méditerranée. Le voyage se déroule sans incident, et le Nimitz retourne à Norfolk, en Virginie, le 7 février 1977.
Un second voyage en Méditerranée a lieu en 1977 – 1978, toujours sans incident. Toutefois, au cours du troisième voyage du 10 septembre 1979, le Nimitz doit intervenir lors de l'opération Eagle Claw, dont l'objectif est la libération des otages américains de l'ambassade de Téhéran, en Iran. La mission est annulée lorsque les hélicoptères envoyés sur place s'écrasent dans le désert. Le navire doit finalement rentrer le 26 mai 1980, après 144 jours en mer.
En 1980, le porte-aéronefs figure dans le film américain Nimitz, retour vers l'enfer.
Dans la nuit du mardi 26 au mercredi 27 mai 1981, un des Grumman EA-6B Prowler du Nimitz s'écrase sur le pont d'envol et entre en collision avec plusieurs avions, tuant 14 membres d'équipage et en blessant 48 autres. Le crash survient lorsque l'avion rate le dernier brin d'arrêt de quelques mètres, le pilote n'ayant pas suivi une consigne de l'officier d'appontage. À la suite de l'analyse médico-légale, plusieurs des victimes se révéleront être positives au cannabis, alors que les pilotes, eux, ne seront pas testés. La responsabilité sera donc rejetée sur les membres d'équipage. Selon le rapport « officiel », l'accident aurait été causé par un abus de drogue de certains membres d'équipage du Nimitz. Cette conclusion est en contradiction avec les faits, puisque les victimes se trouvaient exclusivement sur le site du crash, et qu'aucun autre membre d'équipage n'a été tué durant la lutte contre l'incendie. À la suite de cet accident, le président Ronald Reagan instaure la politique de « tolérance zéro » vis-à-vis de la drogue dans les armées, ce qui se traduit par le contrôle de tous les hommes et femmes en service,,.

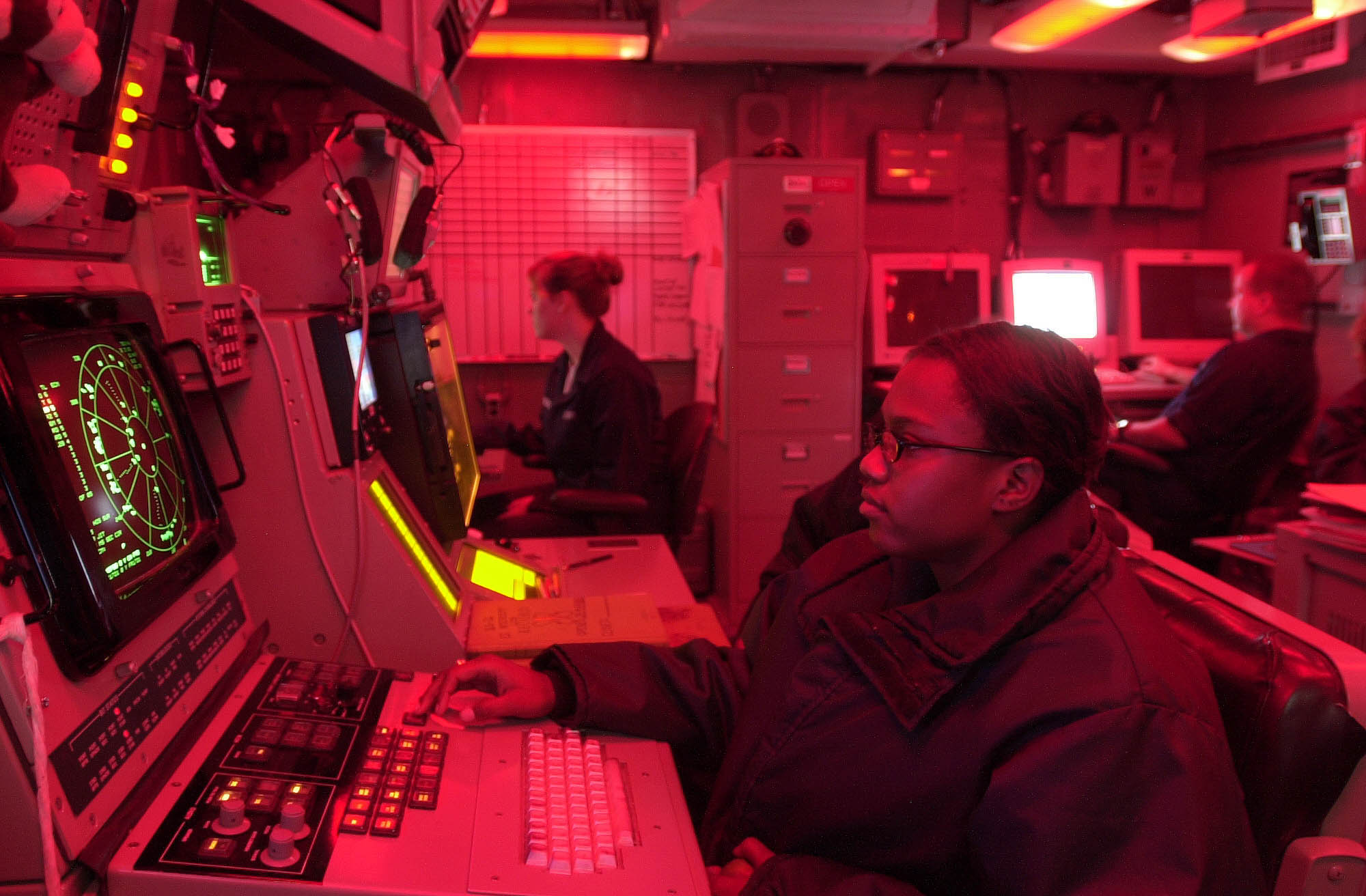
Prise de vue d'un terminal SLQ-32 de brouillage électronique (2003).

Le 19 août 1981 a lieu ce que l’on appelle l'incident du Golfe de Syrte de 1981 : deux avions F-14A Tomcat de l'escadron VF-41 "Black Aces" font des manœuvres dans le golfe de Syrte. La tension entre la Libye et les États-Unis est alors très forte et les deux F-14, après avoir dépassé la « ligne mortelle », sont la cible d'un tir de missile par deux Su-22 libyens qui seront ensuite abattus par les F-14. Moins d'une heure plus tard, alors que les Libyens étaient en train de réaliser une opération de recherche et de sauvetage de leurs pilotes abattus, deux MiG-25 ont procédé à une simulation d'attaque en direction de l'USS Nimitz.
En 1985, deux terroristes chiites libanais détournent le vol TWA 847. À bord de l'avion se trouvent 153 passagers et membres d'équipage, dont beaucoup sont américains. En réponse, le Nimitz est envoyé en Méditerranée orientale, à proximité des côtes libanaises, où il restera jusqu'en août.
Le 30 décembre 1986, le Nimitz quitte Norfolk pour la Méditerranée. Après quatre mois sur place et de nombreuses escales, le porte-avions entame un voyage vers le port de Rio de Janeiro. Une fois à Rio, il repart pour le cap Horn, puis se rend dans le Pacifique. Après une escale à San Diego, en Californie, pour déposer les escadrons aériens, le Nimitz arrive le 30 juin 1987 dans son nouveau port d'attache, Bremerton, dans l'État de Washington.
Lors des Jeux olympiques d'été de 1988 de Séoul (Corée du Sud), le Nimitz patrouille au large des côtes sud-coréennes, pour assurer la sécurité.
Le 29 octobre 1988, pour le Nimitz débute l'opération Earnest Will, au nord de la mer d'Arabie.
Le 30 novembre 1988, un canon de 20 mm d'un avion A-7E Corsair en maintenance tire accidentellement sur un ravitailleur KA-6D, y mettant le feu, tandis que le navire naviguait dans le nord de la mer d'Oman, vers 0250. L'incendie endommage cinq Corsair II, un Intruder et un Viking, et l'équipage envoie par dessus bord le KA-6D. Deux membres d'équipage trouvent la mort (le premier le jour même, et le deuxième le lendemain, tous les deux des suites de leurs brûlures).
Le 25 février 1991, le porte-avions quitte Bremerton pour remplacer l'USS Ranger, dans le cadre de l'opération Tempête du désert. Le Ranger reviendra sur place le 24 août 1991. Le Nimitz est à nouveau envoyé dans le golfe Persique pendant plusieurs mois en 1993, pour remplacer l'USS Kitty Hawk, dans le cadre de l'opération Southern Watch.

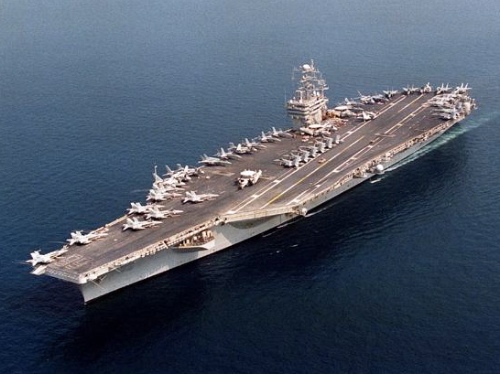
Vue aérienne du Nimitz, dans le golfe Persique en 1997.

En mars 1996, il est déployé pour patrouiller au large de Taïwan durant la troisième crise du détroit de Taïwan. Il s'agit du premier navire de guerre américain à passer le détroit de Taïwan depuis 1976.
Le 1er septembre 1997, il entame un long voyage avec pour destination finale Newport News où il subira une révision générale, qui durera jusqu'au 25 juin 2001. Il se rendra ensuite dans son nouveau port d'attache, North Island à San Diego, le 13 novembre 2001.
En janvier 2002, le Nimitz entame une croisière de vérification de 4 mois à la Naval Air Station North Island. Elle prendra fin en mai 2002. Quelques essais en mer supplémentaires seront effectués avant qu'il ne puisse reprendre le service.
En mi-avril 2003, le Nimitz remplace l'USS Abraham Lincoln dans le golfe Persique. Il opère alors en Irak, dans le cadre de l'opération liberté irakienne.
Le Nimitz retourne à son port d'attache (North Island) le 5 novembre 2003, où il subit des opérations de maintenance de routine. Après ces réparations, il repart en mer pour des croisières de test.
En mai 2005, il repart dans le golfe Persique et reviendra à son port d'attache le 8 novembre 2005.
Le 16 mars 2007, son commandant, le Captain Ted. N. Branch est remplacé par le Captain Michael Manazir.
Le Nimitz quitte North Island (San Diego) le 2 avril 2007 à 9 h 50 pour un déploiement de 6 mois en mer d'Arabie. Sur place, il remplace l'USS Dwight D. Eisenhower. Le Nimitz atteint Chennai le 2 juillet 2007, dans le but de participer aux efforts de la coopération de défense bilatérale entre l'Inde et les États-Unis. Le Nimitz quitte les côtes indiennes 3 jours plus tard en compagnie de l'USS Pinckney ; ils font route vers le golfe Persique. Le Nimitz retourne à North Island le 30 septembre 2007.
Le 18 janvier 2008, un communiqué officiel annonce le départ du porte-avions vers le Pacifique, le 24 janvier, pour une opération du Fleet Response Plan.

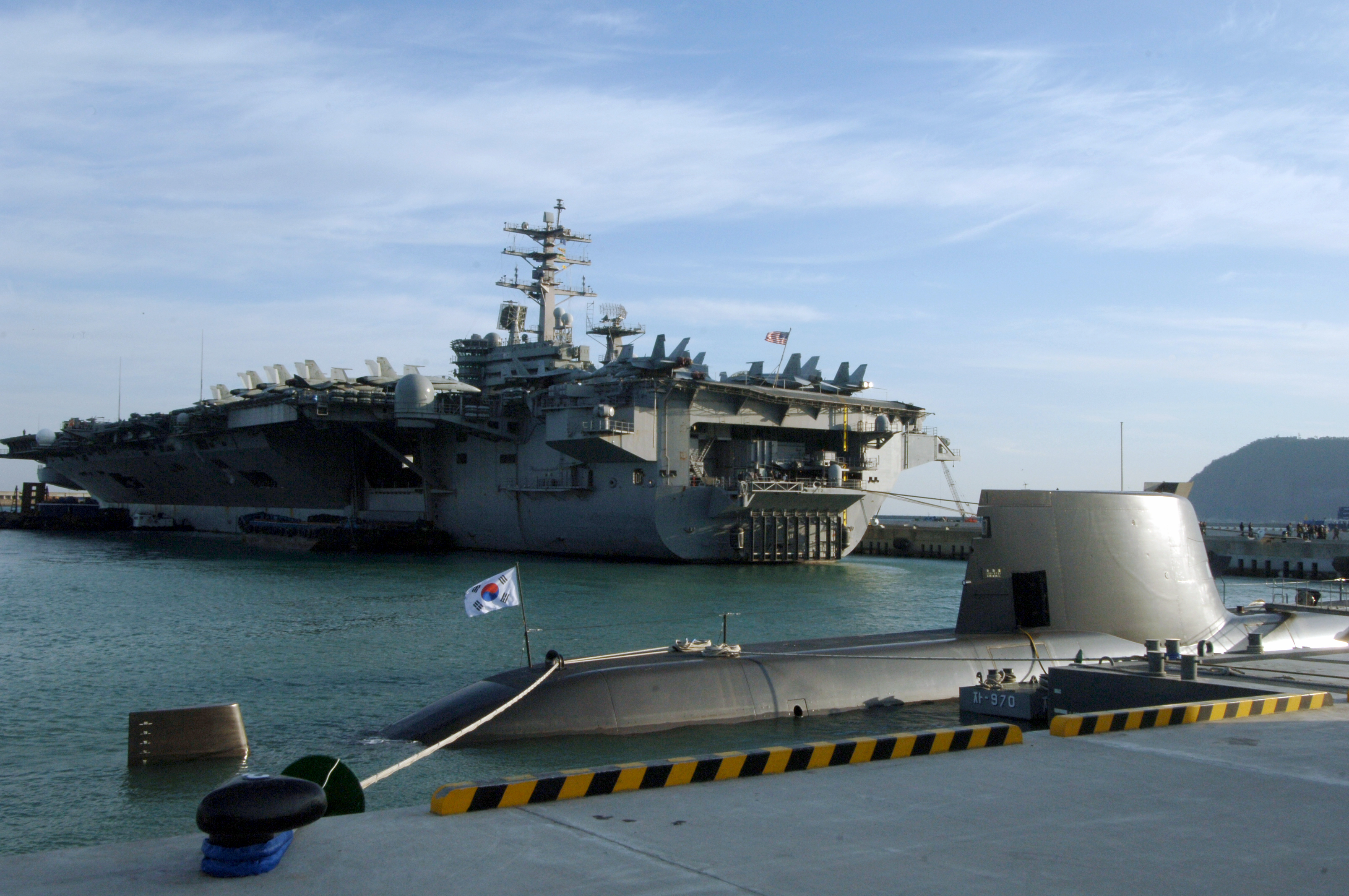
Le Nimitz à quai à Busan, aux côtés du sous-marin de la marine sud-coréenne Son Won-il (SS-072), en février 2008.

Dans la matinée du 9 février 2008, quatre bombardiers russes Tu-95 sont envoyés en direction de l'USS Nimitz, dans l'ouest du Pacifique. Les systèmes de détection les repèrent rapidement et quatre F/A-18 se lancent à la poursuite des bombardiers. Deux d'entre eux sont interceptés à 80 km au sud de la position du Nimitz, tandis que les deux autres restent en retrait à 800 km. Selon le département américain de la Défense, un des avions a volé au-dessus du porte-aéronefs à une altitude de 600 mètres, avant de frôler le pont du navire à deux reprises, pendant que le deuxième décrivait des cercles au point d'interception. Les quatre bombardiers reprirent alors la route vers la Russie, escortés par les quatre chasseurs. Il n'y eut aucun contact radio entre les Américains et les Russes. Le même jour, d'autres bombardiers russes entrèrent dans l'espace aérien japonais, ce qui valut de vives protestations de la part du Japon auprès de l'ambassade russe de Tokyo,.
Le 28 février 2008, le navire fait escale au port de Pusan, en Corée du Sud, pour y mener divers exercices de routine.
Le 9 juillet 2019, il devient le premier porte-avions au monde à embarquer des chasseurs furtifs, et ce de manière opérationnelle avec l'arrivée des Lockheed-Martin F-35C Lightning II des squadrons VFA-125 et VFA-147.
Le 22 avril 2023, le 350 000e appontage est effectué, battant largement le record de l'USS Dwight D. Eisenhower (CVN-69) avec 326 600 appontages.
Le 26 mars 2025, il est annoncé que le USS Nimitz a débuté son dernier déploiement avant son retrait du service actif.

## Groupe aéronaval duNimitz
Le Nimitz fait partie du groupe aéronaval Carrier Strike Group 17 (CSG-17) et transporte les escadrons qui composent le Carrier Air Wing 17 (CVW-17). Il est le navire amiral du groupe aéronaval et le siège du commandant du Destroyer Squadron 23.

### Escadrons du CVW-11

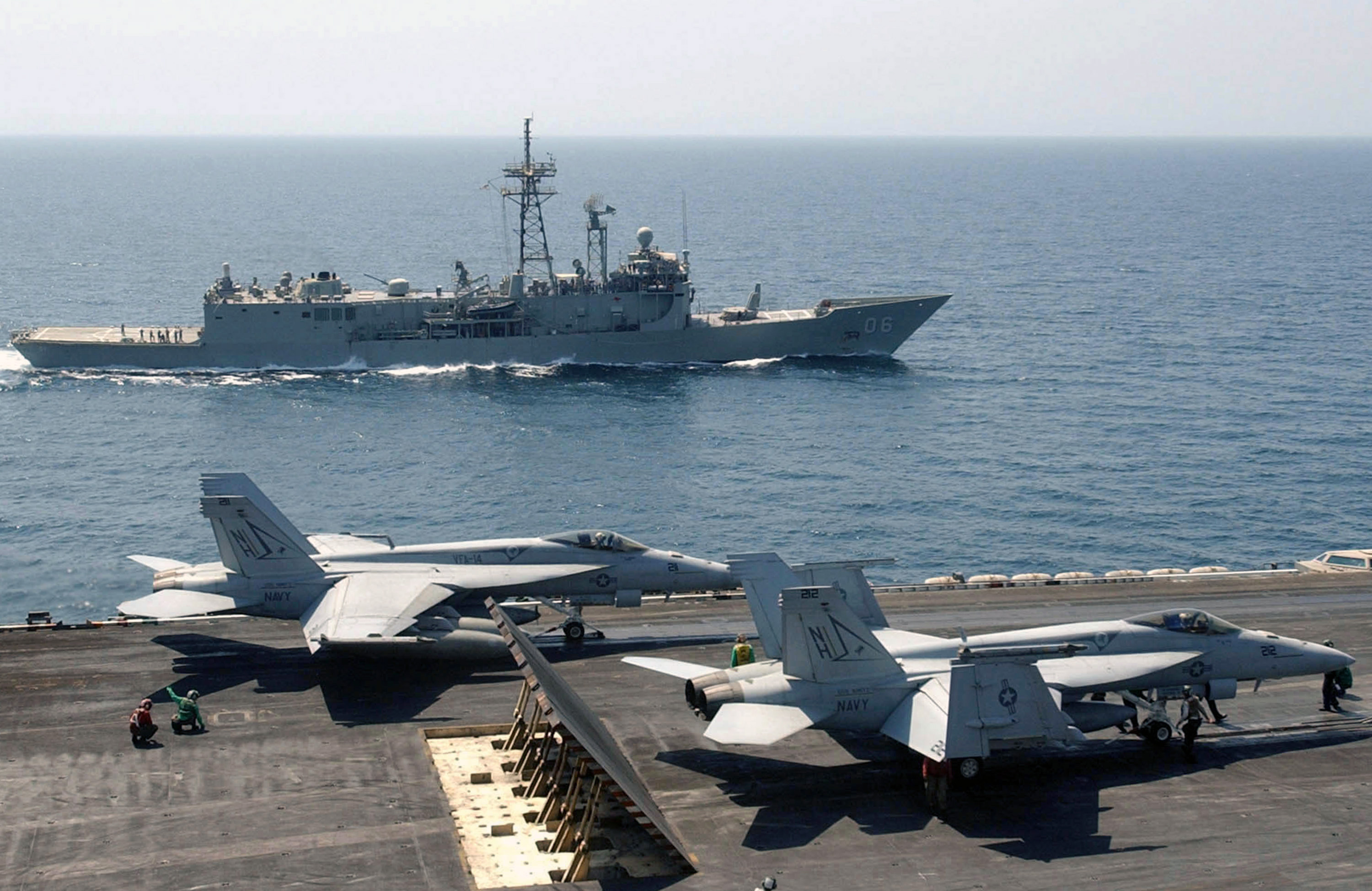
Deux F/A-18C Hornet du VFA-14 “Tophatters” (2005). Le panneau déflecteur de jet est levé.

En novembre 2022, le parc aérien du Nimitz est constitué d'environ 85 aéronefs, :
- Trois escadrons de chasse et d'attaque dotés de  F/A-18 E/F Super Hornet  ainsi qu'un escadron du Corps des Marines doté de F/A-18C Hornet :
  - Strike Fighter Squadron 22 (VFA-22) “Fighting Redcocks” doté de F/A-18F Super Hornet.
  - Strike Fighter Squadron 94 (VFA-94) “Mighty Shrikes” doté de F/A-18F Super Hornet.
  - Strike Fighter Squadron 137 (VFA-137) “Kestrels” doté de F/A-18E Super Hornet.
  - Marine Fighter Attack Squadron 323 (VMFA-323) “Death Rattlers” doté de F/A-18C Hornet.
- Un escadron de Boeing EA-18G Growler Electronic Attack Squadron 139 (VAQ-139) “Cougars” (contre-mesure électronique).
- Un escadron de E-2C Hawkeye 2000 Carrier Airborne Early Warning Squadron 116 (VAW-116) “Sun Kings” (AWACS).
- Un escadron de MH-60S Seahawk Helicopter Sea Combat Squadron 6 (HSC-6) “Indians” (hélicoptères multi-rôles).
- Un escadron de MH-60R Seahawk Helicopter Maritime Strike Squadron 6 (HSM-73) “BattleCats” (hélicoptères multi-rôles).

### Navires duDESRON-9
Le DESRON est composé, en 2017, des destroyers de Classe Arleigh Burke suivants :
- USS Hopper (DDG-70)
- USS Chafee (DDG 90)
- USS Howard (DDG 83)
- USS Pinckney (DDG 91)
- USS Shoup (DDG 86)
- USS Kidd (DDG 100).

## Insigne

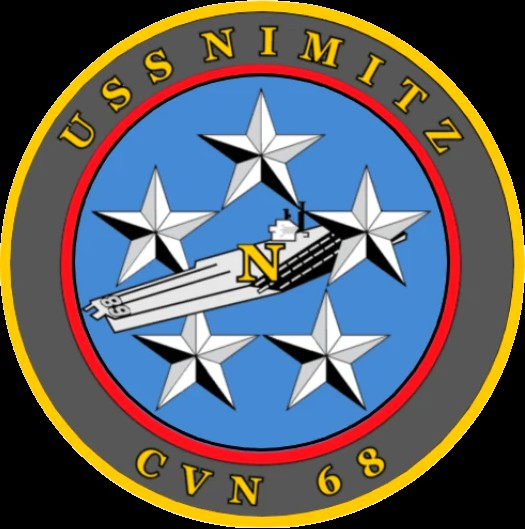

L'insigne du Nimitz représente le navire en vue isométrique, entouré des cinq étoiles de l'amiral Chester Nimitz (étoiles propres au grade d'Amiral de la Flotte). Les trois couleurs dominantes sont le rouge, le blanc et l'or, les mêmes que celles du pavillon de l'US Navy.

## LeNimitzdans la culture
- Nimitz, retour vers l'enfer est un film américain de Don Taylor de science-fiction de 1980 tourné sur ce porte-avion. Il offre des images sur le Nimitz avant ses modifications tel qu’il l’était en 1975.
- Le Nimitz apparait dans le roman Tempête rouge de Tom Clancy, où il subit une attaque de missiles.
- Le film d'action Piège en haute mer, avec Steven Seagal, se déroule presque intégralement à bord de l'USS Missouri, mais il est évoqué que les missiles envoyés depuis ce bateau sont repérés par l'USS Nimitz.
- Le navire peut être aperçu dans le jeu Call of Duty: Modern Warfare 3, il a été coulé dans la baie de New York par les Russes.

#### Articles
- (en) www.nimitz.navy.mil – site officiel de l'US Navy sur l'USS Nimitz
- (en) ussnimitzassociation.org – association d'information sur le Nimitz
- (en) www.history.navy.mil/danfs/n5/nimitz.htm – entrée DANFS
- (en) www.navysite.de/cvn/cvn68.html – article NavySite.de
- (en) www.uscarriers.net/cvn68history.htm – article U.S. Carriers.net
- (en) www.globalsecurity.org/military/agency/navy/batgru-68.htm – article GlobalSecurity.org

#### Galeries
- (en) www.maritimequest.com – galerie MaritimeQuest
- (en) www.navsource.org/archives/02/68.htm – galerie NavSource Naval History